# All-New, All-Different Marvel
All-New, All-Different Marvel – marka nadana większości komiksów superbohaterskich amerykańskiego wydawnictwa Marvel Comics, publikowanych od maja 2015 do 2018, po publikacji Tajnych wojen. Jej następczynią była marka Marvel Legacy uruchomiona w 2017 roku.
W Polsce wybrane komiksy oznakowane marką All-New, All-Different Marvel zostały wydane przez wydawnictwo Hachette jako wybrane tomy kolekcji Wielka kolekcja komiksów Marvela i Superbohaterowie Marvela. Następnie wybrane komiksy wraz z Marvel Legacy ukazywały się nakładem wydawnictwa Egmont Polska od grudnia 2018 do września 2020 pod wspólną marką Marvel NOW! 2.0 będącą kontynuacją Marvel NOW!potrzebny przypis].

## Lista komiksówAll-New, All-Different Marvelwydanych w Polsce przez Egmont Polska
| L.p. | Tytuł polski                                                    | Tytuł oryginału                                        | Zawartość | Data polskiego wydania |
| ---- | --------------------------------------------------------------- | ------------------------------------------------------ | --- | ---------------------- |
| 1    | Staruszek Logan. Tom 1: Strefy Wojny                            | Wolverine: Old Man Logan: Warzones!                    | Zeszyty Old Man Logan (vol.1) #1-5 (lipiec-grudzień 2015) | 05.12.2018             |
| 2    | Deadpool. Tom 1: Nuworysz z nawijką                             | Deadpool: World’s Greatest: Millionaire With A Mouth   | Zeszyty Deadpool (vol. 6) #1-5 (styczeń-marzec 2016) | 23.01.2019             |
| 3    | Extraordinary X-Men. Tom 1: Przystań X                          | Extraordinary X-Men: X-Haven                           | Zeszyty Extraordinary X-Men #1-5 (styczeń-marzec 2016) | 23.01.2019             |
| 4    | The Amazing Spider-Man: Globalna sieć. Tom 1. Wrogie przejęcie  | The Amazing Spider-Man: Worldwide #1                   | Zeszyty The Amazing Spider-Man (vol. 4) #1-5 (grudzień 2015-luty 2016) | 23.01.2019             |
| 5    | Avengers. Tom 1: Siedmiu Wspaniałych                            | All-New, All-Different Avengers: The Magnificent Seven | Zeszyty All-New, All-Different Avengers #1-6 (styczeń-kwiecień 2016), Free Comic Book Day 2015: Avengers (maj 2015) oraz materiał z Avengers (vol. 6) #0 (grudzień 2015) | 27.02.2019             |
| 6    | Ms. Marvel. Tom 5: Supersławna                                  | Ms. Marvel: Super Famous                               | Zeszyty Ms. Marvel (vol. 4) #1-6 (styczeń-czerwiec 2016) | 27.02.2019             |
| 7    | Vision                                                          | Vision                                                 | Zeszyty Vision (vol. 2) #1-12 (styczeń-grudzień 2016) | 27.02.2019             |
| 8    | Avengers: Impas. Atak na Pleasant Hill                          | Avengers: Standoff                                     | Zeszyty Avengers Standoff: Welcome to Pleasant Hill (kwiecień 2016), Avengers Standoff: Assault on Pleasant Hill Alpha (maj 2016), Agents of S.H.I.E.L.D. #3-4 (maj-czerwiec 2016), Uncanny Avengers (vol. 3) #7 (maj 2016), All-New, All-Different Avengers #7-8 (maj-czerwiec 2016), New Avengers (vol. 4) #8-10 (maj-lipiec 2016), Captain America: Sam Wilson #7-8 (maj-czerwiec 2016), Illuminati #6 (czerwiec 2016), Howling Commandos of S.H.I.E.L.D. #6 (maj 2016), Assault on Pleasant Hill Omega (czerwiec 2016) | 27.03.2019             |
| 9    | Deadpool. Tom 2: Koniec błędu                                   | Deadpool: World's Greatest: End of An Error            | Zeszyty Deadpool (vol. 6) #6-7, #3.1 (marzec-kwiecień, luty 2016) | 27.03.2019             |
| 10   | Staruszek Logan. Tom 2: Berserk                                 | Wolverine: Old Man Logan: Berzerker                    | Zeszyty Old Man Logan (vol. 2) #1-4 (marzec-czerwiec 2016) | 27.03.2019             |
| 11   | Avengers. Tom 2: Rodzinny interes                               | All-New, All-Different Avengers: Family Business       | Zeszyty All-New, All-Different Avengers #9-12 (lipiec-wrzesień 2016) oraz materiał z Free Comic Book Day 2016: Civil War II (maj 2016) | 24.04.2019             |
| 12   | Potężna Thor. Tom 1: Grzmiąca Krew                              | The Mighty Thor: Thunder In Her Veins                  | Zeszyty The Mighty Thor (vol. 3) #1-5 (styczeń-maj 2016) | 24.04.2019             |
| 13   | The Amazing Spider-Man: Globalna sieć. Tom 2. Mroczne królestwo | The Amazing Spider-Man: Worldwide #2                   | Zeszyty The Amazing Spider-Man (vol. 4) #6-11 (marzec-czerwiec 2016) | 24.04.2019             |
| 14   | Deadpool. Tom 3: Deadpool kontra Sabretooth                     | Deadpool: World's Greatest: Deadpool Vs. Sabretooth    | Zeszyty Deadpool (vol. 6) #8-12 (maj-lipiec 2016) | 23.05.2019             |
| 15   | Doktor Strange. Tom 1                                           | Doctor Strange Vol. 1                                  | Zeszyty Doctor Strange (vol. 4) #1-10 (grudzień 2015-październik 2016) oraz Doctor Strange: The Last Days of Magic (czerwiec 2016) | 23.05.2019             |
| 16   | Extraordinary X-Men. Tom 2: Wojna Apocalypse'a                  | Extraordinary X-Men: Apocalypse Wars                   | Zeszyty Extraordinary X-Men #6-12 (marzec-wrzesień 2016) | 23.05.2019             |
| 17   | Deadpool. Tom 4: Śmieciowa opowieść                             | Deadpool: World’s Greatest: Temporary Insanitation     | Zeszyty Deadpool (vol. 6) #13 (sierpień 2016) oraz Deadpool: Last Days of Magic (lipiec 2016) | 19.06.2019             |
| 19   | Niezwyciężony Iron Man                                          | Invincible Iron Man                                    | Zeszyty Invincible Iron Man (vol. 3) #1-14 (grudzień 2015-grudzień 2016) | 19.06.2019             |
| 20   | Staruszek Logan. Tom 3: Na Granicy                              | Wolverine: Old Man Logan: Bordertown                   | Zeszyty Old Man Logan (vol. 2) #5-8 (czerwiec-wrzesień 2016) | 19.06.2019             |
| 21   | The Amazing Spider-Man: Globalna sieć. Tom 3. Demonstracja siły | The Amazing Spider-Man: Worldwide #3                   | Zeszyty The Amazing Spider-Man (vol. 4) #12-15 (lipiec-wrzesień 2016) | 19.06.2019             |
| 22   | All-New Wolverine. Tom 2: II Wojna Domowa                       | All-New Wolverine Vol. 2: Civil War II                 | Zeszyty All-New Wolverine #7-12 (czerwiec-listopad 2016) | 17.07.2019             |
| 23   | II Wojna Domowa                                                 | Civil War II                                           | Zeszyty Civil War II #0-8 (lipiec 2016-luty 2017)) oraz materiał z Free Comic Book Day 2016: Civil War II (maj 2016) | 17.07.2019             |
| 24   | II Wojna Domowa: Amazing Spider-Man                             | Civil War II: Amazing Spider-Man                       | Zeszyty Civil War II: Amazing Spider-Man #1-4 (sierpień-listopad 2016) | 17.07.2019             |
| 25   | II Wojna Domowa: X-Men                                          | Civil War II: X-Men                                    | Zeszyty Civil War II: X-Men #1-4 (sierpień-listopad 2016) | 17.07.2019             |
| 26   | Avengers 3: II Wojna Domowa                                     | All-New, All-Different Avengers: Civil War II          | Zeszyty All-New, All-Different Avengers #13-15 (październik-grudzień 2016) oraz All-New, All-Different Avengers Annual #1 (październik 2016) | 21.08.2019             |
| 27   | Deadpool. Tom 5: II Wojna Domowa                                | Deadpool: World’s Greatest: Civil War II               | Zeszyty Deadpool (vol. 6) #14-19 (sierpień-listopad 2016) | 21.08.2019             |
| 28   | Ms. Marvel. Tom 6: II Wojna Domowa                              | Ms. Marvel: Civil War II                               | Zeszyty Ms. Marvel (vol. 4) #7-12 (lipiec-grudzień 2016) | 21.08.2019             |
| 29   | Extraordinary X-Men. Tom 3: Upadek Królestw                     | Extraordinary X-Men: Kingdoms Fall                     | Zeszyty Extraordinary X-Men #13-16 (październik 2016-styczeń 2017) oraz Extraordinary X-Men Annual #1 (listopad 2016) | 02.10.2019             |
| 30   | Mockingbird                                                     | Mockingbird                                            | Zeszyty Mockingbird #1-8 (maj-grudzień 2016) | 02.10.2019             |
| 31   | The Amazing Spider-Man: Globalna sieć. Tom 4. Starzy Znajomi    | The Amazing Spider-Man: Worldwide #4                   | Zeszyty The Amazing Spider-Man (vol. 4) #16-19 (październik-grudzień 2016) | 02.10.2019             |
| 32   | Deadpool. Tom 6: Deadpool w Czasach Zarazy                      | Deadpool: World’s Greatest: Patience: Zero             | Zeszyty Deadpool (vol. 6) #20-25 (grudzień 2016-marzec 2017) | 23.10.2019             |
| 33   | Potężna Thor. Tom 2: Władcy Midgardu                            | The Mighty Thor: Lords of Midgard                      | Zeszyty The Mighty Thor (vol. 3) #6-11 (czerwiec-listopad 2016) | 23.10.2019             |
| 34   | Staruszek Logan. Tom 4: Ostatni Ronin                           | Wolverine: Old Man Logan: The Last Ronin               | Zeszyty Old Man Logan (vol. 2) #9-13 (wrzesień 2016-styczeń 2017) | 23.10.2019             |
| 35   | All-New Wolverine. Tom 3: Wróg Publiczny II                     | All-New Wolverine Vol. 3: Enemy of the State II        | Zeszyty All-New Wolverine #13-18 (grudzień 2016-maj 2017) | 20.11.2019             |
| 36   | Hawkeye. Tom 2: Troje                                           | Hawkeye: Hawkeyes                                      | Zeszyty All-New Hawkeye (vol. 2) #1-6 (styczeń-czerwiec 2016) | 20.11.2019             |
| 37   | The Amazing Spider-Man: Globalna sieć. Tom 5. Spisek Klonów     | Amazing Spider-Man: The Clone Conspiracy               | Zeszyty The Clone Conspiracy #1-5 (grudzień 2016-kwiecień 2017), The Clone Conspiracy Omega (maj 2017), The Amazing Spider-Man (vol. 4) #20-24 (grudzień 2016-kwiecień 2017), Silk (vol. 2) #14-17 (styczeń-kwiecień 2017), Prowler (vol. 2) #1-5 (grudzień 2016-kwiecień 2017) | 20.11.2019             |
| 38   | Extraordinary X-Men. Tom 4: Inhumans kontra X-Men               | Extraordinary X-Men: IvX                               | Zeszyty Extraordinary X-Men #17-20 (luty-maj 2017) oraz X-Men Prime (vol. 2) #1 (maj 2017) | 04.12.2019             |
| 39   | Amazing Spider-Man: Globalna sieć. Tom 6. Tożsamość Osbourna    | Amazing Spider-Man: Worldwide #6                       | Zeszyty The Amazing Spider-Man (vol. 4) #25-28 (maj-sierpień 2017) | 26.02.2020             |
| 40   | Staruszek Logan 5: Dawne strachy                                | Wolverine: Old Man Logan: Old Monsters                 | Zeszyty Old Man Logan (vol. 2) #14-18 (styczeń-kwiecień 2017) | 26.02.2020             |
| 41   | Steve Rogers: Kapitan Ameryka Tom 1                             | Captain America: Steve Rogers                          | Zeszyty Captain America: Steve Rogers #1-11 (lipiec 2016-kwiecień 2017) | 25.03.2020             |
| 42   | Czarna Wdowa                                                    | Black Widow by Waid & Samnee: The Complete Collection  | Zeszyty Black Widow (vol. 6) #1-12 (maj 2016-maj 2017) | 15.04.2020             |
| 43   | All-New Wolverine. Tom 4: Odporna                               | All-New Wolverine Vol. 4: Immune                       | Zeszyty All-New Wolverine #19-24 (czerwiec-listopad 2017) | 29.04.2020             |
| 44   | Moon Knight                                                     | Moon Knight by Jeff Lemire & Greg Smallwood            | Zeszyty Moon Knight (vol. 8) #1-14 (czerwiec 2016-lipiec 2017) | 03.06.2020             |
| 45   | Potężna Thor. Tom 3: Wojna Asgardu z Shi’ar                     | The Mighty Thor: Asgard/Shi’ar War                     | Zeszyty The Mighty Thor (vol. 3) #13-19 (styczeń-lipiec 2017) | 03.06.2020             |
| 46   | Amazing Spider-Man: Globalna sieć. Tom 7. Upadek imperium       | Amazing Spider-Man: Worldwide #7                       | Zeszyty The Amazing Spider-Man (vol. 4) #29-32 (sierpień-listopad 2017) oraz The Amazing Spider-Man (vol. 1) #789-791 (grudzień 2017-styczeń 2018) | 15.07.2020             |
| 47   | Staruszek Logan. Tom 6: Życia minione                           | Wolverine: Old Man Logan: Old Monsters                 | Zeszyty Old Man Logan (vol. 2) #19-24 (maj-lipiec 2017) | 16.09.2020             |

## Lista komiksówAll-New, All-Different Marvelwydanych w Polsce przez Hachette

### KomiksyAll-New, All-Different Marvelwydane w ramachWielkiej Kolekcji Komiksów Marvela
| Tom WKKM | Tytuł polski                                                   | Tytuł oryginału                                               | Zawartość | Data polskiego wydania |
| -------- | -------------------------------------------------------------- | ------------------------------------------------------------- | --- | ---------------------- |
| 156      | Spider-Woman: Zmiana tempa                                     | Spider-Woman: Shifting Gears                                  | Zeszyty Spider-Woman (vol. 6) #1-5 (styczeń-maj 2016)                                                                       | 14.11.2018             |
| 157      | Ultimates: Omniwersalni                                        | The Ultimates Omniversal: Start With the Impossible           | Zeszyty All-New All-Different Avengers #0 (grudzień 2015), The Ultimates (vol. 3) #1-6 (styczeń-czerwiec 2016)              | 28.11.2018             |
| 158      | Czarna Pantera: Naród pod naszymi stopami                      | Black Panther: A Nation Under Our Feet, Part 1                | Zeszyty Black Panther (vol. 6) #1-6 (czerwiec-listopad 2016)                                                                | 12.12.2018             |
| 159      | Karnak: Wszechobecna skaza                                     | Karnak: The Flaw In All Things                                | Zeszyty Karnak #1-6 (grudzień 2015-kwiecień 2017)                                                                           | 26.12.2018             |
| 160      | Niezwyciężona Squirrel Girl: Co mi zrobisz, jak mnie złapiesz? | The Unbeatable Squirrel Girl: Squirrel, You Really Got Me Now | Zeszyty The Unbeatable Squirrel Girl (vol. 2) #1-6 (grudzień 2015-maj 2016) oraz Howard the Duck (vol.6) #6 (czerwiec 2016) | 09.01.2019             |
| 161      | Punisher: W drodze                                             | The Punisher: On The Road                                     | Zeszyty Punisher (vol. 11) #1-6 (lipiec-grudzień 2016)                                                                      | 23.01.2019             |
| 162      | A-Force: Hiperczas                                             | A-Force: Hypertime                                            | Zeszyty A-Force (vol. 2) #1-7 (marzec-wrzesień 2016)                                                                        | 06.02.2019             |
| 163      | Moon Girl i Diabelski Dinozaur: Epokowa przyjaźń               | Moon Girl and Devil Dinosaur: BFF                             | Zeszyty Moon Girl and Devil Dinosaur #1-6 (styczeń-czerwiec 2016)                                                           | 20.02.2019             |
| 164      | Daredevil: Chinatown                                           | Daredevil: Back In Black Vol. 1: Chinatown                    | Zeszyty All-New, All-Different Point One #1 (grudzień 2015) oraz Daredevil (vol. 5) #1-5 (luty-czerwiec 2016)               | 06.03.2019             |
| 165      | Patsy Walker czyli Hellcat: Z kociakami zawsze łatwiej         | Patsy Walker, A.K.A. Hellcat!: Hooked On A Feline             | Zeszyty Patsy Walker, AKA. Hellcat #1-6 (luty-lipiec 2016)                                                                  | 20.03.2019             |
| 167      | Kapitan Ameryka, Steve Rogers: Hail Hydra                      | Captain America, Steve Rogers: Hail Hydra                     | Zeszyty Captain America: Steve Rogers #1-6 (lipiec-grudzień 2016) oraz fragment z FCBD 2016: Captain America (maj 2016)     | 17.04.2019             |

### KomiksyAll-New, All-Different Marvelwydane w ramachSuperbohaterów Marvela
| Tom SM | Tytuł polski                              | Tytuł oryginału                    | Zawartość                                            | Data polskiego wydania |
| ------ | ----------------------------------------- | ---------------------------------- | ---------------------------------------------------- | ---------------------- |
| 85     | Totalnie Odlotowy Hulk: Twoja kolej, Cho! | The Totally Awesome Hulk: Cho Time | Zeszyty Totally Awesome Hulk #1-6 (luty-lipiec 2016) | 25.03.2020             |